# Sahar Biniaz
Sahar Biniaz (in persiano: سحر بی‌نیاز; Teheran, 1986) è una modella iraniana, che vive e lavora in Canada.
Proprio a Vancouver, ha iniziato a partecipare a vari concorsi di bellezza, ottenendo la seconda posizione al concorso Miss Universo Canada 2008. Quattro anni dopo, ha partecipato nuovamente allo stesso concorso, stavolta vincendo il titolo di "Miss Universo Canada 2012" ed ottenendo quindi la possibilità di rappresentare il Canada a Miss Universo 2012 a dicembre.
In passato la Biniaz aveva partecipato anche a Miss Global Beauty Queen 2003 (seconda classificata), Miss Tourism Queen 2008 (terza classificata) Inoltre aveva occasionalmente lavorato come attrice, comparendo nella terza stagione di Sanctuary, in due episodi di Blue Mountain State, in un episodio della decima stagione di Smallville, nei panni di Hawkgirl ed in un piccolo ruolo nel film 2012.